# Orange Julius

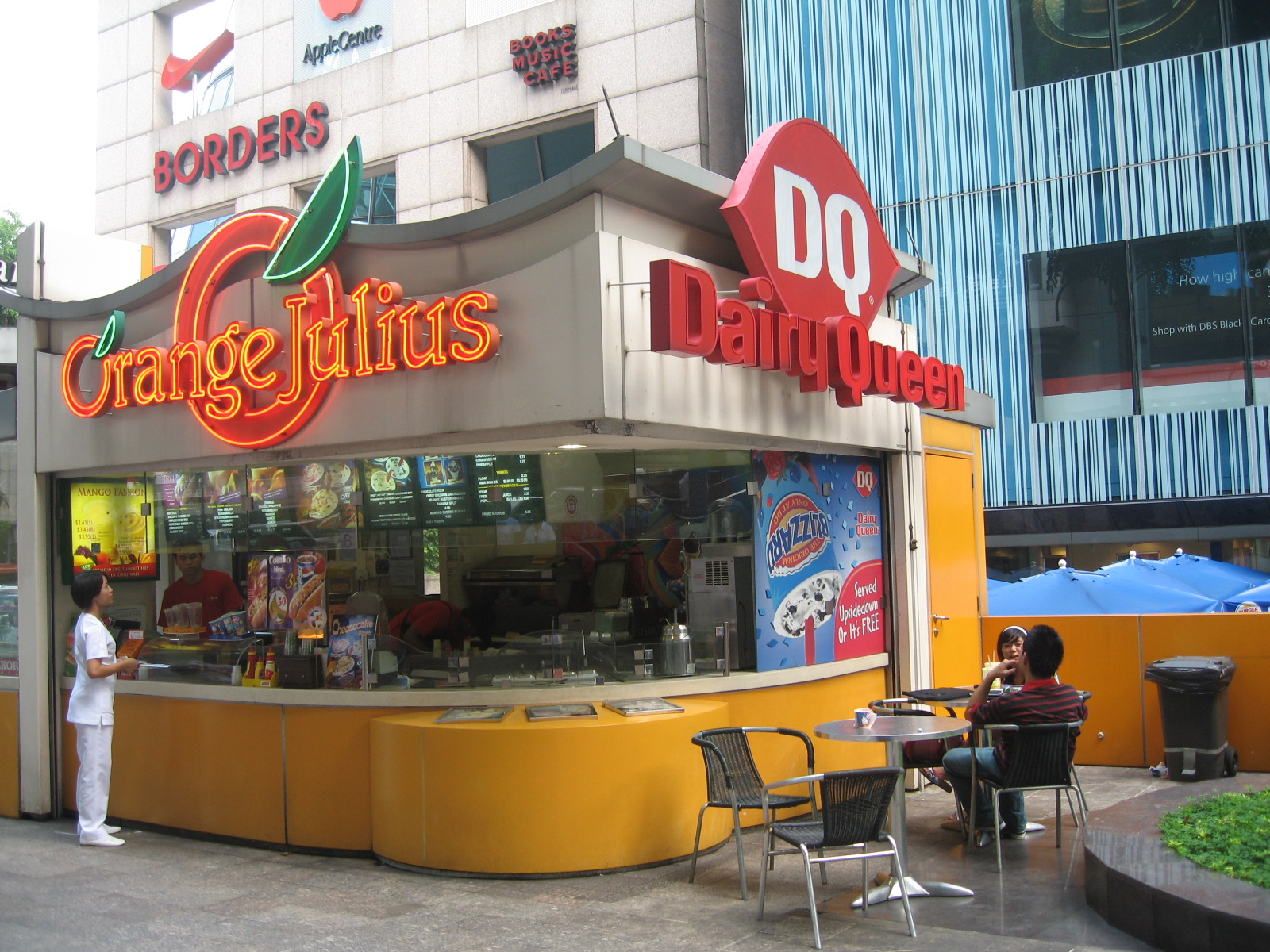
Un stand Orange Julius.

Orange Julius est le nom d'un milk-shake aux fruits créé en mélangeant du jus d'orange gelé, de la glace broyée et une mixture de sucre en poudre et de crème, populaire en Amérique du Nord depuis les années 1980.
Orange Julius est également le nom d'une franchise de restauration (et de son produit vedette) dont les kiosques sont souvent situés dans les endroits publics comme les centres commerciaux, les aéroports et les parcs d'attractions, principalement aux États-Unis et au Canada.

## Histoire
Cette boisson a été développée pour un kiosque de jus d'orange ouvert à Los Angeles en 1926 par Julius Freed. Ses ventes sont d'abord modestes (l'équivalent 2006 d'environ 20 dollars par jour). En 1929, il développe un mélange, d'apparence crémeuse, qui atténue l'acidité de l'orange dans l'estomac. Les ventes augmentent alors brusquement, atteignant plus de 100 dollars par jour. La légende veut que le nom vienne des passants, alignés devant le kiosque, demandant : « Give me an Orange, Julius » pour être ensuite simplifié en the Orange Julius.
Dans les premières années, un œuf cru pouvait être ajouté à la boisson. Cette option, très appréciée par les culturistes, sera supprimée par la suite pour des raisons sanitaires et remplacée par une banane.
Pendant les années 1970 et le début des années 1980, les kiosques arboraient l'image d'un diable armé d'une fourche, autour d'une orange. Leur slogan était « A Devilishly Good Drink ». Le slogan et le diable seront modifiés après que la compagnie eut perdu un procès contre l'Université de l'Arizona dont la mascotte était très semblable.
En 1987, la chaîne est rachetée par Dairy Queen, elle-même achetée en 1999 par Berkshire Hathaway.